# SWAG
Ne doit pas être confondu avec Swagger ou Swagg Man.
Albums de Tomomi Itano
Get Ready♡
(2 nov. 2016)
Singles
1. Dear J
Sortie : 26 janvier 2011
2. Fui ni
Sortie : 13 juillet 2011
3. 10nengo no Kimi e
Sortie : 26 avril 2012
4. 1%
Sortie : 11 juin 2013
5. little
Sortie : 5 février 2014

S.W.A.G (écrit S×W×A×G) est le premier album studio de la chanteuse pop japonaise Tomomi Itano, sorti en 2014,,,,,.

## Détails de l'album
Le titre de S×W×A×G est l’acronyme de « Sexy, Wonder, Attitude, Give ».
Il s’agit du tout 1er album solo de Tomomi Itano après avoir quitté le groupe des AKB48 en août 2013 et marque en effet les débuts en solo de Tomochin. L'album sort le 2 juillet 2014, en plusieurs éditions dont : une édition régulière (contenant seulement un CD), une limitée (le CD est un DVD en supplément) et une édition spéciale écrite "Samantha Vega". L’artwork des diverses couvertures de l'album a été dévoilé début juin 2014. Tomo-chin y porte des vêtements au style hip-hop. Elle est entourée par des poissons tropicaux. L’image du visuel a été réalisée en collaboration avec la marque de mode Samantha Vega,.
L'album est produit par divers musiciens ou DJs japonais voire étrangers et comprend plusieurs genres musicaux comme le hip-hop, electropop, dance.
Il est classé 6e des classements hebdomadaires des ventes de l'Oricon et se vend à 19 863 exemplaires durant la première semaine de vente.
Le CD contient 15 chansons, dont la plupart écrites par Yasushi Akimoto et Le groupe compa Tropicana (producteurs d'AKB48) et dont les précédents singles solo de Tomomi, des singles sortis sous format numérique ainsi que de nouvelles chansons.
L’édition limitée comprend le CD accompagné d’un DVD bonus contenant le clip vidéo de la dernière piste Crush (servie aussi pour promouvoir l'album) et son making-of.
L'édition spéciale contient seulement le CD avec les mêmes titres, mais au nombre de 10. Certaines chansons de l'édition régulière ne figurent par sur l'édition spéciale.

## Liste des titres
| 1.  | Dear J                           | Keyz, Carlos K                        | Yasushi Akimoto      | 1er single physique                            | 3:39 |
| 2.  | 1%                               | Kotaro Egami                          | Yasushi Akimoto      | 4e single physique                             | 4:08 |
| 3.  | Wanna be now                     | Ryusuke Shigenaga                     | Yasushi Akimoto      | single numérique                               | 3:45 |
| 4.  | Ai ni Pierce (愛にピアス)        | Katsuhiko Kurosu                      | Yasushi Akimoto      | single numérique                               | 4:00 |
| 5.  | Clone                            | Ryusho Nishi                          | Yasushi Akimoto      | single numérique ; face B de 10nengo no Kimi e | 3:53 |
| 6.  | Fui ni (ふいに)                  | Yasushi Watanabe                      | Yasushi Akimoto      | 2e single physique                             | 4:32 |
| 7.  | For you, For me                  | Carlos K                              | Yasushi Akimoto      | face B de 1%                                   | 4:19 |
| 8.  | 10nengo no Kimi e (10年後の君へ) | Katsuhiko Sugiyama                    | Yasushi Akimoto      | 3e single physique                             | 4:03 |
| 9.  | lose-lose                        | SHOW                                  | Tomomi Itano         | face B de 10nengo no Kimi e                    | 4:42 |
| 10. | little                           | MUSOH, S1CKONE                        | Tomomi Itano         | 5e single physique                             | 4:38 |
| 11. | Girls Do                         | SMIDI, Jasmine Anderson               | Tomomi Itano, Hiromi | face B de little (Type A)                      | 3:27 |
| 12. | SWAGGALICIOUS                    | SMIDI, Joleen Belle, MF POT           | Hiromi, Joleen Belle | titre inédit                                   | 3:48 |
| 13. | BOW WOW                          | SKULLFACE, MF POT                     | Hiromi               | titre inédit                                   | 3:45 |
| 14. | JAN-PARAN!!                      | BLEU, WOLVES, Fredrik "Fredro" Odesjo | P.O.S                | titre inédit                                   | 3:27 |
| 15. | Crush                            | BOY SKI MASK, BLEU, WOLVES            | P.O.S                | titre inédit et promotion                      | 3:30 |

| 1. | Crush (Music Video) |  |
| 2. | Crush (Making Clip) |  |

| 1.  | Dear J                           | Keyz, Carlos K                        | Yasushi Akimoto      | 1er single physique       | 3:39 |
| 2.  | 1%                               | Kotaro Egami                          | Yasushi Akimoto      | 4e single physique        | 4:08 |
| 3.  | Ai ni Pierce (愛にピアス)        | Katsuhiko Kurosu                      | Yasushi Akimoto      | single numérique          | 4:00 |
| 4.  | Fui ni (ふいに)                  | Yasushi Watanabe                      | Yasushi Akimoto      | 2e single physique        | 4:32 |
| 5.  | For you, For me                  | Carlos K                              | Yasushi Akimoto      | face B de 1%              | 4:19 |
| 6.  | 10nengo no Kimi e (10年後の君へ) | Katsuhiko Sugiyama                    | Yasushi Akimoto      | 3e single physique        | 4:03 |
| 7.  | Girls Do                         | SMIDI, Jasmine Anderson               | Tomomi Itano, Hiromi | face B de little (Type A) | 3:27 |
| 8.  | SWAGGALICIOUS                    | SMIDI, Joleen Belle, MF POT           | Hiromi, Joleen Belle | titre inédit              | 3:48 |
| 9.  | JAN-PARAN!!                      | BLEU, WOLVES, Fredrik "Fredro" Odesjo | P.O.S                | titre inédit              | 3:27 |
| 10. | Crush                            | BOY SKI MASK, BLEU, WOLVES            | P.O.S                | titre inédit et promotion | 3:30 |